# 海倫·斯圖姆博斯
海倫·斯圖姆博斯（英語：Helen Stoumbos；1970年10月18日—），加拿大退役足球員，在場上的位置是中場。她曾隨加拿大女足出戰1995年國際足協女子世界盃，並在對陣英格蘭的比賽中攻入加拿大的第一顆世界盃入球。